# BMW F 650 CS
BMW F 650 CS Scarver motocykl kategorie naked bike nebo funbike, vyvinutý firmou BMW, vyráběný v letech 2001–2005. Jeho předchůdcem byl model BMW F 650 ST. Je známý nekonvenčním designem. Byl jako celá řada 650 výsledkem partnerství s firmou Aprilia. Obě značky používaly rakouské jednoválcové motory Rotax.

## Design
V místě, kde většina motocyklů má palivovou nádrž, má Scarver úložný prostor. Byla použita zadní jednostranná kyvná vidlice, sekundární převod ozubeným řemenem a palivová nádrž je umístěna pod zadní částí sedla. BMW tradičně používá k sekundárnímu převodu kardan, u jednoválců BMW F 650 ST a 650 GS používá řetěz. Poprvé u BMW použitý ozubený řemen je čistší, tišší a méně náročný na údržbu proti řetězu a proti kardanu je levnější a lehčí. Záměrem použití ozubeného řemenu také bylo přilákat nové motorkáře, kteří využijí jednodušší údržby motocyklu. Díky nízkému sedlu je Scarver vhodný i pro motoristy menších postav a ženy. Vzhledem k ovladatelnosti se hodí do městského provozu.

## Technické parametry
- Rám:
- Suchá hmotnost: 189 kg
- Pohotovostní hmotnost: 196 kg
- Maximální rychlost: 180 km/h
- Spotřeba paliva: 4 l/100 km

## Galerie

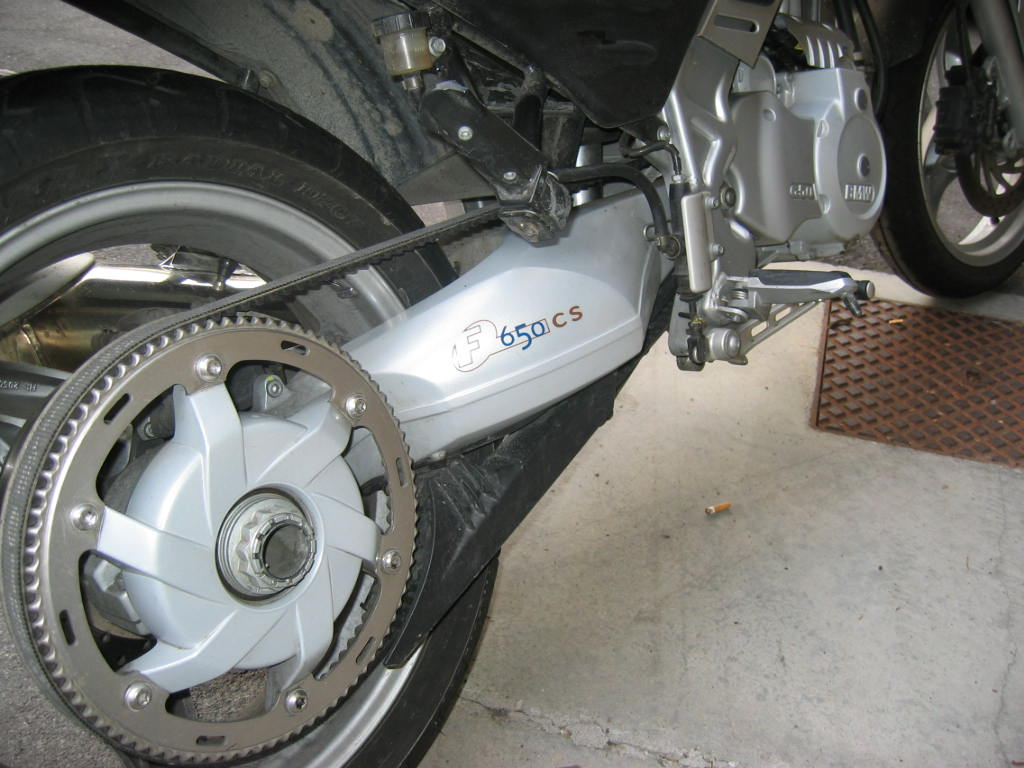
Převod ozubeným řemenem
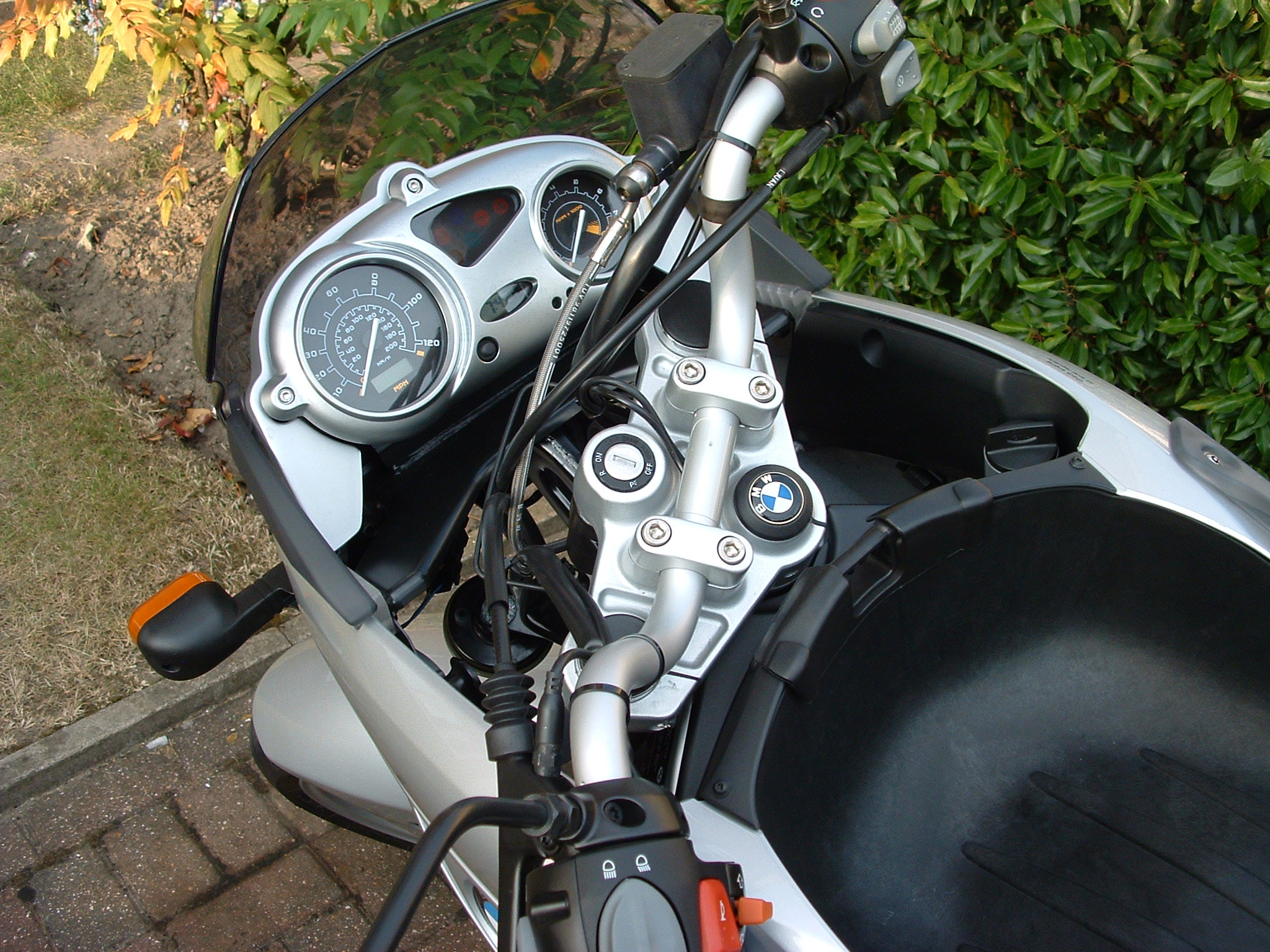
Schránka